# USS Coghlan (DD-326)
USS Coghlan (DD-326) – amerykański niszczyciel typu Clemson będący w służbie United States Navy w okresie po I wojnie światowej. Patronem okrętu był Joseph Coghlan.
Stępkę okrętu położono 3 czerwca 1919 w stoczni Bethlehem Shipbuilding Corporation w San Francisco. Zwodowano go 16 czerwca 1920, matką chrzestną była G. Coghlan. Jednostka weszła do służby 31 marca 1921, pierwszym dowódcą został Lieutenant (junior grade) C. Hupp.
"Coghlan" dotarł do Charleston w Południowej Karolinie 28 grudnia 1921. Operował na wodach wschodniego wybrzeża USA i Karaibów. Wziął udział w ceremonii pogrzebowej prezydenta Stanów Zjednoczonych Warrena Hardinga w Waszyngtonie (7-9 sierpnia 1923). Pełnił rolę okrętu dozoru samolotów w północnoatlantyckiej części lotu Armii dookoła świata.
Od 18 czerwca 1925 do 11 lipca 1926 odbył turę służbową w amerykańskich siłach morskich w Europie broniąc amerykańskich interesów na Morzu Śródziemnym. Niszczyciel wrócił po przydziale do zwyczajnej służby na wschodnim wybrzeżu USA. Brał udział w filadelfijskiej wystawie Sesquicentennial Exposition w lecie 1926. Pływał w ramach Specjalnej Eskadry (ang. Special Service Squadron) w pobliżu Nikaragui (3 lutego-31 marca 1927). Uczestniczył w prezydenckim przeglądzie floty w Hampton Roads 4 czerwca 1927.
Okręt wycofano ze służby w Filadelfii 1 maja 1930 i sprzedano na złom 17 stycznia 1931, zgodnie z ustaleniami londyńskiego traktatu morskiego. 